# Rock in Rio (festival)
Rock in Rio is een muziekfestival dat voor het eerst werd gehouden in 1985 in Rio de Janeiro. In 1991, 2001 en 2011 vonden nog drie edities plaats in die stad. In 2004, 2006, 2008, 2010 en 2012 werd het festival in Lissabon gehouden. In 2008 en 2010 vonden er edities plaats in Madrid. De organisator van het festival is de Braziliaanse zakenman Roberto Medina.

## Rock in Rio

### Rock in Rio
Rock in Rio werd voor het eerst gehouden tussen 11 en 20 januari 1985 in de stad Rio de Janeiro op een terrein dat speciaal voor het event werd gebouwd. De plaats, een terrein van 250.000 vierkante meter dat bekend is geworden als de "Rockstad" (Portugees: Cidade do Rock), had een podium met een oppervlakte van 5.000 vierkante meter, twee fastfoodrestaurants, twee winkelcentra met 50 winkels, twee medische hulpcentra en een grote infrastructuur om de bijna 1,5 miljoen bezoekers van het festival te ontvangen.
Queen, George Benson, Rod Stewart, AC/DC en Yes waren de hoofdacts en waren elk geboekt voor twee avonden (Benson echter gaf zijn tweede optreden door aan James Taylor, vanwege de enorme vertraging die Taylors lange optreden twee dagen eerder bij zijn eigen optreden had veroorzaakt). Naast de internationale acts traden er tevens 15 Braziliaanse artiesten op, waaronder Alceu Valença, Gilberto Gil en Ivan Lins.
Lijst van internationale acts die op Rock in Rio hebben opgetreden:
- AC/DC
- Al Jarreau
- The B-52's
- George Benson
- The Go-Go's
- Iron Maiden
- James Taylor
- Metallica
- Nina Hagen
- Ozzy Osbourne
- Queen
- Rod Stewart
- Scorpions
- Whitesnake
- Yes

### Rock in Rio II
Rock in Rio II vond plaats van 18 tot 27 januari in het Maracanã-stadion in Rio de Janeiro.
Na het succes van Rock in Rio, besloot Roberto Medina een tweede editie te organiseren. Doordat de "Rockstad", op last van de toenmalige gouverneur van Rio de Janeiro, met de grond gelijk werd gemaakt vond het festival plaats op het Maracanã-stadion.
Guns N' Roses, Prince en George Michael waren de hoofdacts en traden elke twee avonden op. Naast de internationale acts traden er tevens 19 Braziliaanse artiesten op, waaronder Alceu Valença.
Lijst van internationale acts die op Rock in Rio II hebben opgetreden:
- A-ha
- Billy Idol
- Colin Hay
- Debbie Gibson
- Deee-Lite
- Faith No More
- George Michael
- Guns N' Roses
- Happy Mondays
- Information Society
- INXS
- Jimmy Cliff
- Joe Cocker
- Judas Priest
- Lisa Stansfield
- Megadeth
- New Kids on the Block
- Prince
- Queensrÿche
- Run DMC
- Santana
- Sepultura
- Snap!

### Rock in Rio III
De Rock in Rio III werd gehouden van 12 tot 14 en van 18 tot 21 januari 2001 in Rio de Janeiro.
Rock in Rio III vond plaats op dezelfde locatie als de eerste editie van het festival. Speciaal voor het event werd een nieuwe "Rockstad" gebouwd.
Hoofdacts waren, respectievelijk, Sting, R.E.M., Guns N' Roses, *NSYNC, Iron Maiden, Neil Young en de Red Hot Chili Peppers. Naast de internationale acts traden er 22 Braziliaanse artiesten op, waaronder Daniela Mercury, Gilberto Gil en Milton Nascimento. 
Het optreden van Iron Maiden werd opgenomen en later uitbracht als het live-album 
Rock in Rio.
Volledige lijst van alle internationale acts die op Rock in Rio III optraden:
- 5ive
- Aaron Carter
- Beck
- Britney Spears
- Dave Matthews Band
- Deftones
- Foo Fighters
- Guns N' Roses
- Halford
- Iron Maiden
- James Taylor
- Neil Young
- *NSYNC
- Oasis
- Papa Roach
- Queens of the Stone Age
- Red Hot Chili Peppers
- R.E.M.
- Sepultura
- Sting
- Sheryl Crow
- Silverchair

## Rock in Rio Lisboa

### Rock in Rio Lisboa edities
Rock in Rio Lisboa vond plaats van 28 tot 30 juni en van 4 tot 6 juli 2004 in Lissabon, Portugal.
Na het enorm succes van Rock in Rio III in Brazilië, besloot Roberto Medina om een festival van hetzelfde kaliber in Lissabon te organiseren. De beslissing om de naam Rock in Rio te behouden was controversieel, en tegenstanders in Brazilië begonnen het Rock in Rio Tejo te noemen, naar de Taag (Tejo in het Portugees) rivier dat door de Portugese hoofdstad gaat. Er werd een hele "Rockstad" herrezen, met een oppervlakte van over 200.000 m² op het Bela Vista park, met een breed hoofdpodium en verschillende tenten waar verscheidene artiesten tegelijkertijd op konden optreden.
Naast de internationale acts traden er enkele Portugese artiesten op, waaronder Moonspell. Tevens traden er enkele Braziliaanse artiesten op, waaronder Gilberto Gil, Daniela Mercury en Ivete Sangalo.
Volledige lijst van internationale artiesten die op Rock in Rio Lisboa optraden:
| Jaar | Data                | Hoofdacts |
| ---- | ------------------- | --- |
| 2004 | 28-30 juni 4-6 juli | Paul McCartney, Jet, Ben Harper, Peter Gabriel, Seether, Kings of Leon, Evanescence, Foo Fighters, Slipknot, Incubus, Metallica, Sepultura, Sugababes, Britney Spears, The Black Eyed Peas, Alicia Keys, Sting |

Rock in Rio Lisboa II werd gehouden op dezelfde locatie als de eerste editie en vond plaats op 26 en 27 mei en op 2, 3 en 4 juni 2006.
Naast de internationale acts traden er ook enkele Portugese artiesten en twee Braziliaanse artiesten, waaronder Ivete Sangalo, op.
Sinds 2006 vindt het festival om de twee jaar plaats in Lissabon, met nu en dan tussenedities in Madrid. Een lijst van internationale artiesten die op Rock in Rio Lisboa II optraden, en op de volgende edities:
| Jaar | Data                   | Hoofdacts |
| ---- | ---------------------- | --- |
| 2006 | 26-27 mei 2-4 juni     | Anastacia, Corinne Bailey Rae, The Darkness, Guns N' Roses, Jamiroquai, Kasabian, Orishas, Red Hot Chili Peppers, Shakira, Carlos Santana, Sting, Roger Waters                              |
| 2008 | 30-31 mei 5-6 juni     | Amy Winehouse, Lenny Kravitz, Tokio Hotel, Ivete Sangalo, Alanis Morissette, Bon Jovi, Metallica, Machine Head, Moonspell, Kaiser Chiefs, Muse, The Offspring                               |
| 2010 | 21-22 mei 27-30 mei    | Calvin Harris, Shakira, John Mayer, 2manydjs, Elton John, Major Lazer, Leona Lewis, Muse, Snow Patrol, Xutos & Pontapés, Sum 41, Miley Cyrus, Amy Macdonald, Megadeth, Motörhead, Rammstein |
| 2012 | 25-30 mei 1-3 juni     | Linkin Park, Metallica, Evanescence, Sepultura, The Offspring, The Smashing Pumpkins, Lenny Kravitz, Maroon 5, Joss Stone, Bryan Adams, Stevie Wonder, Kaiser Chiefs, Bruce Springsteen     |
| 2014 | 25 mei 29 mei - 1 juni | The Rolling Stones, Gary Clark Jr., Robbie Williams, Linkin Park, Ed Sheeran, Queens of the Stone Age, Arcade Fire, Lorde, Jessie J, Justin Timberlake, Mac Miller                          |
| 2016 | 19-20 mei 27-29 mei    | Bruce Springsteen, Queen & Adam Lambert, MIKA, Fergie, Korn, Hollywood Vampires, Maroon 5, Ivete Sangalo, Charlie Puth, Avicii                                                              |
| 2018 | 23-24 juni 29-30 juni  | Muse, Bastille, The Killers, The Chemical Brothers, Bruno Mars, Demi Lovato, Anitta, Katy Perry, Ivete Sangalo, Jessie J, Haim                                                              |
| 2022 | 18-19 juni 25-26 juni  | Muse, The National, Liam Gallagher, Black Eyed Peas, Ellie Goulding, Ivete Sangalo, Duran Duran, a-ha, Post Malone, Anitta, Jason Derulo                                                    |
| 2024 | 15-16 juni 22-23 juni  | Scorpions, Evanescence, Extreme, Europe, Hybrid Theory, Ed Sheeran, Calum Scott, Fernando Daniel, Lukas Graham, Macklemore, Jonas Brothers, Camila Cabello, Doja Cat, Ne-Yo                 |